# Лусінда Гіббс
Лусінда Гіббс (англ. Lucinda Gibbs; нар. 1 січня 1976) — колишня південноафриканська тенісистка.
Найвищу одиночну позицію світового рейтингу — 816 місце досягла 3 квітня 1995, парну — 442 місце — 7 серпня 1995 року.
Здобула 4 парні титули туру ITF.
Завершила кар'єру 2001 року.

## Фінали ITF

### Парний розряд: 7 (4–3)
| Результат | Ранг | Дата        | Турнір            | Покриття | Партнерка        | Суперниці                    | Рахунок       |
| --------- | ---- | ----------- | ----------------- | -------- | ---------------- | ---------------------------- | ------------- |
| Перемога  | 1.   | 27 Вер 1993 | Йоганнесбург, ПАР | Тверде   | Нанні де Вільєрс | Яніне Гамфріс Сінді Саммерс  | 6–1, 6–2      |
| Перемога  | 2.   | 26 Бер 1995 | Хараре, Зімбабве  | Тверде   | Ґізель Сварт     | Elissa Burton Кара Блек      | 6–4, 7–6(4)   |
| Поразка   | 1.   | 2 Кві 1995  | Найробі, Кенія    | Тверде   | Ґізель Сварт     | Elissa Burton Кара Блек      | 3–6, 2–6      |
| Поразка   | 2.   | 6 Гру 1997  | Преторія, ПАР     | Тверде   | Ґізель Сварт     | Гелен Крук Марезе Жубер      | 2–6, 5–7      |
| Перемога  | 3.   | 22 Лис 1998 | Беноні, ПАР       | Тверде   | Ґізель Сварт     | Karin Coetzee Carien Venter  | 6–2, 6–3      |
| Поразка   | 3.   | 29 Лис 1998 | Беноні, ПАР       | Тверде   | Ґізель Сварт     | Delene Ackron Karen Bacon    | 7–5, 4–6, 5–7 |
| Перемога  | 4.   | 18 Чер 2000 | Беноні, ПАР       | Тверде   | Ґізель Сварт     | Наталі Грандін Ніколь Ренкен | 2–6, 6–4, 6–4 |